# Konstantinos Argyros
Konstantinos Argyros (en griego: Κωνσταντίνος Αργυρός) (Ílion, Grecia, 21 de mayo de 1986) es un conocido cantante y compositor de música folk y pop. 
Mezcla estilos distintos, fusionando baladas y canciones de estilo pop actual, con unos sonidos inconfundibles del folk griego, donde el buzuki y las danzas de zeibekiko están presentes en muchas de sus canciones. Desde 2018 en adelante, se ha convertido en uno de los artistas griegos más internacionales y reconocidos.

## Biografía
Argyros (también transliterado a veces como Argiros), nació en 1986 en Ílion, un municipio situado en la zona noroeste de Atenas, aunque su familia es originaria de la isla de Lefkada. Se interesó por la música desde la temprana edad, asistiendo desde niño a clases de solfeo y piano. En el 2004, tras finalizar sus estudios, participó en el talent show Fame Story (la versión griega de Operación Triunfo). Su participación le ayudó a convertirse en un joven conocido, que lanzaría su primer álbum en el año 2008, dando el salto a la música profesional.
En su vida personal, actualmente mantiene una relación con Alexandra Nikas, una joven proveniente de una importante familia de armadores griegos (Pateras). Ambos tuvieron a su primer hijo, Vasilis, nacido en noviembre de 2024.

## Trayectoria Profesional
Tras su paso por TV, empezó a cantar junto con la gran estrella Anna Vissi en salas de fiestas, lo que le lanzó a la fama. 
En 2008, con la ayuda de otros artistas, saca su primer disco, titulado "Ola Za Allaxun", con solo 4 canciones. Posteriormente le han seguido 7 álbumes completos de estudio, más 1 recopilatorio en directo que saldrá en 2025. Entre todos hay que destacar el último álbum, titulado 22, y que consta de 22 canciones. Está dividido en 3 partes, nostalgia, luz y energía. Es el más vendido del cantante, habiendo cosechado un disco de diamante por sus numerosas ventas.
- 2011: Mallon Kati Xero
- 2012: Pedi Gennio
- 2014: Defteri Fora
- 2016: Osa Niozo
- 2018: Filise Me
- 2018: To Kati Parapano
- 2022: 22
- 2025: Live at the Royal Albert Hall

Asimismo, cuenta con numerosos sencillos. En 2020 en plena pandemia, estrenó Azina Mou (Mi Atenas), una canción de desamor que se ha convertido en casi un himno para la nueva generación de atenienses. Otros como Elpida (2023), se han convertido en uno de sus temas más conocidos. El artista ha conseguido igualmente varios galardones concecidos por la cadena MAD TV, varios premios de televisiones de Chipre, así como discos de platino conseguidos por sus éxitos en ventas.
Argyros ha venido desarrollando una carrera profesional muy activa, actuando en las salas de fiestas más reconocidas de Atenas los fines de semana. Está teniendo así mismo un notable éxito internacional, realizando giras y conciertos que le llevan a distintos países como Alemania, Bulgaria, Australia o Reino Unido, donde ha celebrado varias actuaciones en el prestigioso Royal Albert Hall de Londres.